# Ida Noddack
Ida Noddack (født Ida Tacke 25. februar 1896, død 24. september 1978) var en tysk kemiker og fysiker, som i 1934 nævnte kernefission som en mulig konsekvens af at beskyde urankerner med neutroner. Sammen med sin mand Walter Noddack og Otto Berg fandt hun i 1925 grundstoffet rhenium og spor efter grundstoffet technetium.